# Sam Alphand
Pour les articles homonymes, voir Alphand.
 Sam Alphand, né le 29 septembre 1997 à Briançon, est un skieur alpin français. 

## Biographie

### Débuts
Il est originaire de Serre-Chevalier. Il est le fils de Luc Alphand et le frère d'Estelle Alphand et de Nils Alphand.
En 2010, il devient Champion de France Benjamins (moins de 13 ans) de super G et combi-Race à Chamonix.
En mars 2013, il est sacré Champion de France Minimes U16 (moins de 16 ans) en slalom géant aux Menuires, et Vice-champion de France de super G à Méribel. En avril, il dispute la 33e édition de la Scara à Val d'Isère, qui est avec la Topolino, l'une des 2 compétitions internationales des jeunes (moins de 16 ans) qui regroupe les meilleurs skieurs mondiaux de cette catégorie d'âge. Il remporte brillamment à la fois le super G et le slalom(32 ans après son père et 5 années après sa sœur, tous les 2 doubles vainqueurs respectivement en 1981 et en 2008).
En janvier 2015, il dispute sa 1re épreuve de Coupe d'Europe dans le slalom de Chamonix. À la fin de ce mois de janvier, il prend la 6e place du slalom géant du Festival olympique de la jeunesse européenne à Malbun au Liechtenstein.
En mars 2016, il prend la 3e place des championnats de France juniors U21 (moins de 21 ans) de combiné aux Menuires.
En janvier 2017, il marque ses premiers points en Coupe d'Europe, en prenant la 22e place du combiné de Méribel. En mars, il prend à nouveau la 3e place des championnats de France juniors U21 (moins de 21 ans) de combiné à Val Thorens.

### Saison 2017-2018
Il intègre l'équipe de France Juniors à partir de la saison 2017-2018. En février 2018, il prend la 12e place du super G des Championnats du monde juniors U21 (moins de 21 ans) à Davos. En mars il prend pour la 3e fois consécutive la 3e place des championnats de France juniors U21 (moins de 21 ans) de combiné à Châtel.

### Saison 2018-2019
Entre décembre 2018 et mars 2019, il réalise 5 tops-15 en Coupe d'Europe en descente et en super G. Le 13 février 2019, il signe son premier podium en Coupe d'Europe en prenant une remarquable 2e place dans le combiné de Sarntal en Italie. Le 16 mars, après le combiné de Coupe d'Europe de Sella Nevea où il prend la 9e place, il remporte la Coupe d'Europe de combiné devant Simon Maurberger, le vainqueur du classement général de la Coupe d'Europe.  C'est la 1re victoire d'un français dans cette discipline depuis 6 ans, après celle de Victor Muffat-Jeandet en 2013.

### Saison 2019-2020
Il intègre l'équipe de France B à partir de la saison 2019-2020.
En janvier 2020, il dispute sa 1re épreuve de Coupe du Monde dans le combiné de Wengen.
Fin janvier, il prend une bonne 6e place dans la descente de Coupe d'Europe d'Orcières. Sa saison prend fin début mars en raison de l’arrêt des compétitions de ski dû à la pandémie de maladie à coronavirus.

### Saison 2020-2021
Le 26  janvier il obtient son meilleur résultat en Coupe d'Europe de descente en prenant la 4e place de l'épreuve d'Orcières-Merlette. Le lendemain sur la seconde descente, en prenant la 3e place, il monte pour la première fois sur le podium d'une descente de Coupe d'Europe. Une bonne 5e place dans la descente de Sella Nevea fin février, lui permet de terminer à la 5e place du classement général de la Coupe d'Europe de descente.

### Saison 2021-2022
Le 4 mars 2022, dès sa troisième épreuve de Coupe du monde, il marque ses premiers points en prenant une très belle 23e place dans la descente de Kvitfjell.
A Auron il se classe 4e des championnats de France de descente.

### Saison 2022-2023
Il dispute 4 épreuves de coupe du monde mais ne parvient pas à y marquer des points. Son meilleur résultat de la saison est la 9e place obtenue sur la descente des finales de coupe d'Europe à Narvik.

### Saison 2023-2024
Il fait une bonne saison en coupe d'Europe en obtenant 5 tops-10 dont une 4e place dans le super G de Verbier comme meilleur résultat. Il termine la saison à la 10e du classement général du super G, et à la 14e du classement général de la descente.
Il dispute 4 épreuves de coupe du monde et marque pour la première fois des points en super G en se classant 28e de l'épreuve de Kvitfjell en février.

### Saison 2024-2025
Il dispute 8 épreuves de coupe du monde (avec une première participation sur la Streif) mais ne réussit pas à marquer des points. Début avril à Méribel, il se classe 6e de la descente des championnats de France.

## Palmarès

### Coupe du monde
- Meilleur classement général : 138e en 2022 avec 8 points.
- Meilleur classement de descente : 49e en 2022 avec 8 points
- Meilleur classement de super G : 57e en 2024 avec 3 points

20 épreuves disputées
- Meilleur résultat sur une épreuve de coupe du monde de descente : 23e à Kvitfjell le 4 mars 2022
- Meilleur résultat sur une épreuve de coupe du monde de super G : 28e à Kvitfjell le 18 février 2024

#### Classements
| Saison / Épreuve | Saison / Épreuve | Général | Général | Descente | Descente | Super G | Super G | Géant  | Géant  | Slalom | Slalom | Combiné | Combiné |
| ---------------- | ---------------- | ------- | ------- | -------- | -------- | ------- | ------- | ------ | ------ | ------ | ------ | ------- | ------- |
| Saison / Épreuve | Saison / Épreuve | Class.  | Points  | Class.   | Points   | Class.  | Points  | Class. | Points | Class. | Points | Class.  | Points  |
| 2022             | 2022             | 138e    | 8       | 49e      | 8        | -       | -       | -      | -      | -      | -      | -       | -       |
| 2024             | 2024             | 147e    | 3       | -        | -        | 57e     | 3       | -      | -      | -      | -      | -       | -       |

### Championnats du monde juniors
| Épreuve / Édition   | Descente | Super G | Slalom | Combiné |
| Mondiaux 2017 Are   | 33e      | 37e     | 20e    | 29e     |
| Mondiaux 2018 Davos | 33e      | 12e     | -      | Abandon |

### Coupe d'Europe
Vainqueur de la Coupe d'Europe du combiné en 2019
13 Top-10 dont 2 podiums :
- 2e place sur le combiné de Sarntal le 13 février 2019
- 3e place sur la descente d'Orcières-Merlette le 27 janvier 2021

#### Classements
| Saison / Épreuve | Saison / Épreuve | Général | Général | Descente | Descente | Super G | Super G | Géant  | Géant  | Slalom | Slalom | Combiné | Combiné |
| ---------------- | ---------------- | ------- | ------- | -------- | -------- | ------- | ------- | ------ | ------ | ------ | ------ | ------- | ------- |
| Saison / Épreuve | Saison / Épreuve | Class.  | Points  | Class.   | Points   | Class.  | Points  | Class. | Points | Class. | Points | Class.  | Points  |
| 2017             | 2017             | 185e    | 9       | -        | -        | -       | -       | -      | -      | -      | -      | 46e     | 9       |
| 2018             | 2018             | 165e    | 15      | -        | -        | -       | -       | -      | -      | -      | -      | 29e     | 15      |
| 2019             | 2019             | 31e     | 268     | 23e      | 75       | 20e     | 84      | -      | -      | -      | -      | 1er     | 109     |
| 2020             | 2020             | 64e     | 131     | 25e      | 66       | 29e     | 55      | -      | -      | -      | -      | 37e     | 10      |
| 2021             | 2021             | 27e     | 209     | 5e       | 201      | 66e     | 8       | -      | -      | -      | -      | -       | -       |
| 2022             | 2022             | 95e     | 86      | 23e      | 86       | -       | -       | -      | -      | -      | -      | -       | -       |
| 2023             | 2023             | 81e     | 92      | 29e      | 66       | 44e     | 26      | -      | -      | -      | -      | -       | -       |
| 2024             | 2024             | 29e     | 280     | 14e      | 120      | 10e     | 160     | -      | -      | -      | -      | -       | -       |

### Festival Olympique de la Jeunesse Européenne
| Épreuve / Édition | Slalom géant | Slalom  |
| FOJE 2015 Malbun  | 6e           | Abandon |

### Championnats de France

#### Elite
| Édition / Epreuve                             | Descente | Super-G | Slalom géant | Slalom  | Super combiné |
| --------------------------------------------- | -------- | ------- | ------------ | ------- | ------------- |
| Championnats 2014 Méribel                     | -        | -       | -            | -       | Abandon       |
| Championnats 2015 Tignes/Serre-Chevalier      | -        | -       | Abandon      | Abandon | -             |
| Championnats 2016 Les Menuires                | 20e      | 20e     | Abandon      | Abandon | 7e            |
| Championnats 2017 Tignes/Val Thorens/Lélex    | -        | 10e     | -            | Abandon | 12e           |
| Championnats 2018 Châtel                      | 16e      | 20e     | -            | -       | 4e            |
| Championnats 2019 Auron                       | 16e      | Abandon | -            | -       | Abandon       |
| Championnats 2020 Val Thorens                 | annulée  | annulé  | annulé       | annulé  | annulé        |
| Championnats 2021 Châtel / Saint-Jean-d'Aulps | 10e      | Abandon | Abandon      | -       | Abandon       |
| Championnats 2022 Auron                       | 4e       | 11e     | -            | -       | -             |
| Championnats 2023 Les Orres                   | 10e      | Abandon | -            | -       | -             |
| Championnats 2025 Méribel                     | 6e       | Abandon | 26e          | -       | -             |

#### Jeunes
3 titres de Champion de France

##### Juniors U21 (moins de 21 ans)
2018 à Châtel: 
- 3e des Championnats de France de combiné

2017 à Val Thorens: 
- 3e des Championnats de France de combiné

2016 aux Menuires : 
- 3e des Championnats de France de combiné
- 4e des Championnats de France de super G

##### Minimes U16 (moins de 16 ans)
2013  :
- Champion de France de slalom géant aux Menuires
- Vice-Champion de France de super G à Méribel

##### Benjamin (moins de 13 ans)
2010 à Chamonix:
- Champion de France de super G
- Champion de France de combi Race
- 3e aux Championnats de France de slalom
- 4e aux Championnats de France de combi Saut

### Scara (course internationale des jeunes)
2013 à Val d'Isère :
- Victoire en super G
- Victoire en slalom